# Lucy Hatton
Lucy Hatton (* 8. November 1994 in Leicester) ist eine britische Hürdenläuferin, die sich auf die 100-Meter-Distanz spezialisiert hat.

## Sportliche Laufbahn
Bereits als Kind startete Lucy Hatton mit der Leichtathletik und spezialisierte sich zunächst auf den Mehrkampf. Aufgrund einer Verletzung war sie dazu gezwungen, sich auf den Hürdenlauf zu konzentrieren. 2011 gewann sie dabei Titel bei nationalen Schulmeisterschaften. 2012 begann sie mit einem Kriminologiestudium an der University of Leicester, setzte dabei ihre Sportkarriere weiter fort. 2012 gelangte sie bei den britischen Meisterschaften im Freien und in der Halle in das Finale und etablierte sich damit im nationalen Seniorenbereich. 2015 gewann sie bei den Halleneuropameisterschaften in Prag die Silbermedaille hinter der Favoritin aus Belarus, Alina Talaj. Sie verbesserte dabei dreimal ihre Bestzeit auf 7,90 s und ist damit die drittschnellste Athletin aus Großbritannien hinter Tiffany Porter und Jessica Ennis-Hill. 2016 qualifizierte sie sich auch für die Europameisterschaften in Amsterdam, schied dort aber bereits in der ersten Runde aus.

## Persönliche Bestzeiten
- 100 m Hürden: 12,84 s, 18. April 2015 in Clermont
  - 60 m Hürden (Halle): 7,90 s, 6. März 2015 in Prag